# Bandera de Argelia
La bandera de Argelia (en árabe: علم الجزائر) fue adoptada el 3 de julio de 1962. Está compuesta por dos mitades, una verde junto al asta y otra blanca al batiente. Al centro de la bandera se ubica una media luna menguante junto a una estrella de cinco puntas, ambas de color rojo. El color blanco representa la pureza, mientras el verde y la media luna representan al Islam, la estrella representa los cinco pilares del Islam. 
Se dice que esta bandera fue utilizada por primera vez por las tropas de Abdel Kadir en el siglo XIX. Sin embargo, no hay pruebas concretas de aquello. Lo que sí es claro que modelos semejantes fueron usados por el Frente de Liberación Nacional durante la Guerra de Independencia, y habrían sido estos símbolos en los que se basaron los argelinos para crear su bandera nacional.

## Banderas históricas

Bandera del reino ziyánida de Tremecén (1338-1488)
Bandera del reino ziyánida de Tremecén (1488-1556)
Bandera de la Regencia de Argel (1516-1830)
Bandera del Emirato de Abdalqadir (1832-1848)
Enseña naval de Argelia francesa (1848-1910)
Bandera del Gobernador general Pélissier (c. 1818 )
Variante de la bandera del Gobierno provisional de la República Argelina (1958-1962)
Variante de la bandera del Gobierno provisional de la República Argelina (1958-1962)

## Otras banderas

Bandera naval.
Estandarte presidencial
Bandera del gobierno de Argelia en el exilio (1958-1962).